# Serra de les Garses
La Serra de les Garses és una serra situada al municipi de Mura, a la comarca catalana del Bages, amb una elevació màxima de 827 metres.